# 湘南瓦屋根物語
『湘南瓦屋根物語』（しょうなんかわらやねものがたり）は、2002年9月から12月まで、テレビ東京 TXN『美少女日記III』内で放送された全60回の短編ドラマ。テレビ東京系列（テレビ北海道 TVH、テレビせとうち TSC、TVQ九州放送 TVQ）とテレビユー山形 TUY、びわ湖放送 BBC、テレビ和歌山 WTV、奈良テレビ放送でも全国放送された。湘南に在るとある瓦屋根屋に両親の事情で居候する事になったとある少女の叙情詩。

## 出演
- 菅谷詩子（しいこ）：菅谷梨沙子（Berryz工房）
- 鈴木英子：加藤紀子
- 鈴木雅史（父）：鈴木隆史（キャプテンしばたにも出演）
- 鈴木カズ子（母）：星野光代
- 鈴木俊介：河野智典
- 宇野ジロウ：宇野祥平
- 未来の詩子：石田理恵
- 詩子を迎えに来る者：斉藤隆司
- 隣のおじいさん
- たいやき屋のおじさん
- 詩子の同級生：石村舞波（Berryz工房）

## スタッフ
- 監督：笠木望
- 制作：エス・エス・エム
- 製作著作：テレビ東京、テレビ東京ミュージック

## 全60話 サブタイトル
1. 詩子、鈴木家にやってくる
2. メガネブーム到来
3. おじいさんが尋ねてくる 〜貴方のまゆ毛にさわらせて
4. ティッシュは大切に
5. 枝豆は、みんなそろって
6. 詩子の超能力
7. お父さんの誕生日
8. 詩子一人でお留守番
9. お熱いのがお好き
10. 雅史のお昼寝
11. タイヤキ騒動
12. 詩子風邪を引く
13. 鈴木家の乱
14. かくれんぼ
15. 詩子は優しい美少女
16. 失われた週末
17. いたずら電話にご用心
18. 詩子学校へ行く
19. 次郎に降る霊（前編）
20. 次郎に降る霊（後編）
21. 詩子の友だち
22. 英子のスランプ
23. 謎の水道屋
24. 下着泥棒は誰だ！（前編）
25. 下着泥棒は誰だ！（後編）
26. 電卓は誘惑の香り
27. よみがえれ青春（前編）
28. よみがえれ青春（後編）
29. ホームシックドリーム（前編）
30. ホームシックドリーム（後編）
31. 正直に乾杯（前編）
32. 正直に乾杯（後編）
33. 詩子の反抗期
34. 詩子は見た
35. 詩子を思って
36. コーヒーは蜜の味
37. 魅惑のランドセル
38. さよなら鈴木家
39. おてんば娘はほどほどに
40. ひげそりはダンディズム
41. アゴ先生登場（前編）
42. アゴ先生登場（後編）
43. レディの条件
44. マッサージは愛を込めて
45. 心からのおもてなし
46. 座椅子はオートマティック（前編）
47. 座椅子はオートマティック（後編）
48. 新弟子登場（前編）
49. 新弟子登場（中編）
50. 新弟子登場（後編）
51. ドライヤーパニック
52. 風船デンジャラス
53. 大人記念日
54. 詩子の家庭訪問（前編）
55. 詩子の家庭訪問（後編）
56. 治朗の恋人
57. シップは両刀の剣
58. 牛乳パックドライブ
59. さよなら詩子（前編）
60. さよなら詩子（後編）

## DVD
- 湘南瓦屋根物語 Vol.1（2005年12月7日）

本編　第1話-第20話
元祖・湘南瓦屋根物語　第1話、第2話
NG、未公開シーン
- 湘南瓦屋根物語 Vol.2（2005年12月7日）

本編　第21話-第40話
元祖・湘南瓦屋根物語　第3話、第4話
NG、未公開シーン
- 湘南瓦屋根物語 Vol.3（2005年12月7日）

本編　第41話-第60話
元祖・湘南瓦屋根物語　第5話、第6話
NG、未公開シーン